# 石井常忠
石井 常忠（いしい つねただ）は、戦国時代から安土桃山時代にかけての武将。肥前国の戦国大名龍造寺氏の重臣。龍造寺隆信の御馬廻衆をつとめた。佐賀藩祖鍋島直茂の義兄で、初代藩主勝茂の伯父にあたる。

## 経歴
肥前国佐嘉郡飯盛城主で、九州千葉氏や龍造寺氏の重臣をつとめた石井兵部少輔常延の嫡男である。母は小城黒尾氏の娘（蓮華院）。諱は、父と同じく千葉氏の通字「常」を許されて「常忠」と名乗った。
後に佐賀藩祖となる鍋島直茂の正室陽泰院の実兄であり、常忠と直茂は義兄弟にあたる。
武道に秀で、主君龍造寺隆信の御馬廻衆を務めた。馬渡刑部少輔、倉町太郎五郎、石井源次郎と共に「無双の荒武者」と称され、戦場では、常に隆信の身辺を警護していた。
天正8年（1580年）には、既に隠居していたようであり、石井嫡男家（和泉守筋）嫡家の家督は、長男の大膳亮信易に譲っていたと考えられる。天正8年時点の龍造寺氏の分限帳には信易の名が登載され、常忠の名はみえていない。
天正11年（1583年）病死した。